# مقراب جنوب إفريقيا الكبير
تلسكوب جنوب أفريقيا الكبير (SALT) هو تلسكوب بصري من فئة 10 أمتار مصمم بشكل أساسي للتحليل الطيفي. يتكون من 91 قطعة مرآة سداسية لكل منها قطر مدرج يبلغ متر واحد، مما ينتج عنه مرآة سداسية إجمالية تبلغ 11.1 مترًا في 9.8 متر. تقع بالقرب من بلدة ساذرلاند في المنطقة شبه الصحراوية في كارو، جنوب أفريقيا. أيضا هو مرفق لدى المرصد الفلكي لجنوب إفريقيا، والمرصد البصري الوطني لجنوب إفريقيا.
يعد (SALT) أكبر تلسكوب بصري في نصف الكرة الجنوبي. إنه يتيح إجراء التحليل الطيفي والتصوير الاستقطابي للإشعاع الناتج عن الأجسام الفلكية بعيدًا عن متناول تلسكوبات نصف الكرة الشمالي. يعتمد بشكل وثيق على تلسكوب (HET) في مرصد ماكدونالد، مع بعض التغييرات في تصميمه، وخاصةً على مصحح الانحراف الكروي. تشترك في نفس تصميم ارتفاع المرآة الثابتة، مع إمكانية الوصول إلى 70٪ من السماء المرئية. كان المحرك الرئيسي لهذه التغييرات هو التحسينات المرغوبة في مجال رؤية التلسكوب.